# Icahn Stadium
Pour les articles homonymes, voir Icahn.
Icahn Stadium est un stade d'athlétisme situé sur Randall's Island à New York. Inaugurée le 23 avril 2005, l'enceinte est construite sur le site de l'ancien Downing Stadium, stade détruit en 2002. D'une capacité de 5 000 spectateurs, il accueille de nombreuses compétitions scolaires et universitaires américaines, ainsi que l'Adidas Grand Prix, meeting d'athlétisme figurant au programme de la Ligue de diamant 2010. Son nom est donné en hommage à l'homme d'affaires américain Carl Icahn. 
L'Icahn Stadium est l'un des quatre stades d'athlétisme aux États-Unis certifiés de catégorie 1 avec le Hutsen-Rosen Track d'Auburn, le Hayward Field de Eugene et le John McDonnel Field de Fayetteville.

## Évènements notables
- Reebok Grand Prix

Le 31 mai 2008, le sprinteur jamaïcain Usain Bolt établit à l'Icahn Stadium de New York un nouveau record du monde du 100 mètres en 9 s 72, améliorant ainsi de deux centièmes de seconde la meilleure performance mondiale de son compatriote Asafa Powell.